# Jurkiewiczy
Jurkiewiczy (biał. Юркевічы; ros. Юркевичи, Jurkiewiczi) – wieś na Białorusi, w obwodzie homelskim, w rejonie żytkowickim, siedziba administracyjna sielsowietu. W 2009 roku liczyła 198 mieszkańców.